# Passiflora apetala
Passiflora apetala Killip – gatunek rośliny z rodziny męczennicowatych (Passifloraceae Juss. ex Kunth in Humb.). Występuje endemicznie w Kostaryce oraz zachodniej Panamie. 

## Morfologia
PokrójZdrewniałe, trwałe, nagie liany.
LiścieBlaszka liściowa ma podwójnie klapowany kształt. Nasada liścia jest klinowa. Mają 3–9 cm długości oraz 2–11,5 cm szerokości. Brzegi są całobrzegie. Wierzchołek jest tępy lub ostry. Ogonek liściowy jest owłosiony i ma długość 15–30 mm. Przylistki są liniowe, mają 2 mm długości.
KwiatyZebrane w pary. Działki kielicha są podłużne, zielono-białawe, mają 0,7–1,2 cm długości. Pozbawione są płatków. Przykoronek ułożony jest w 1–2 rzędach, może mieć barwę od białej aż do żółtawej, ma 1–1 mm długości.
OwoceSą prawie kulistego kształtu o czarno-purpurowej barwie. Mają 0,7–1,5 cm średnicy.

## Biologia i ekologia
Występuje w lasach na wysokości 1300–2200 m n.p.m.